# Rejsen til Udgårdsloke
Rejsen til Udgårdsloke er det femte tegneseriealbum af Peter Madsen i serien om Valhalla, og blev udgivet i 1987. Historien er en fortsættelse på det forrig album, Historien om Quark (1987), og tegnefilmen Valhalla (1986) er baseret på disse to albums.
Historien fortæller myten Thor hos Udgårdsloke, hvor Thor og Lokes rejse til Udgård og møder kæmpen Skrymer, samt dyster hos jætten Udgårdsloke, der er beskrevet i Yngre Edda.

## Handling
Thor, Loke, Tjalfe og Røskva rejser til Udgård for at aflevere jætteungen Quark, som de havde fået med i det forrige album, fordi Loke havde væddet med Udgårdsloke. Han vil dog kun tage Quark tilbage, hvis Thor og de andre kan vinde i en række dyster.
Udgårdsloke har dog snydt; Loke spiser om kamp med Lue, der i virkeligheden er ild; Tjalfe skal løbe om kap med Udgårdslokes tanker; Thor skal tømme et drikkehorn, som er forbundet til verdenshavene, og herefter skal han løfte en kat, der er Midgårdsormen i forklædning. Til sidst skal Thor danse med Udgårdslokes gamle mor, Elle, der næsten tager livet af ham, for hun er i virkeligheden alderdommen, der dræner livet af Thor. Han vender dog tilbage til livet.
Tjalfe har opdaget, at jætterne snyder, fordi Hugin og Munin har givet ham varsler, og da han fortæller Thor og Loke om dette, beslutter Loke sig for også at snyde lidt. Næste morgen drager de afsted fra Udgårdslokes gård sammen Quark, men da de er vel uden for portene råber Udgårdsloke til dem, at han har snydt. Loke forklarer, at de skam allerede vidste det, og viser at den Quark, som de har med i følget i virkeligheden er en høne, som han har fortryllet. Den rigtige Quark dukker op ved siden af Udgårdsloke.